# Gabriel Tiacoh
Gabriel Tiacoh (Abidjan, 9 de fevereiro de 1963 – Atlanta, 4 de abril de 1992) foi um atleta marfinense, especialista na prova de 400 metros, que se notabilizou por ter ganho a única medalha olímpica para o seu país, feito alcançado nos Jogos Olímpicos de Los Angeles 1984. Foi detentor do recorde africano, entre 1986 e 1987, com o tempo de 44"30.
Faleceu prematuramente, vítima de meningite, aos 29 anos de idade.